# Szydłów
Szydłówⓘ é um município no sudeste da Polônia. Pertence à voivodia da Santa Cruz, no condado de Staszów. É a sede da comuna urbano-rural de Szydłów.
Estende-se por uma área de 16,2 km², com 958 habitantes, segundo o censo de 31 de dezembro de 2024, com uma densidade populacional de 59,1 hab./km².
Na segunda metade do século XVI, foi uma cidade real no condado de Wiślickie da voivodia de Sandomierz. Obteve os direitos de cidade nos anos de 1329 a 1869 e novamente a partir de 1 de janeiro de 2019.

## Localização
Szydłów está situada nos contrafortes de Szydłów, uma formação de transição entre as montanhas Świętokrzyskie e a planície da Bacia Polaniecka. A área da cidade faz parte da Área de Paisagem Protegida de Chmielnicko-Szydłowski. A cidade está situada a aproximadamente 40 km a sudeste de Kielce e cerca de 12 km a oeste de Staszów. A cidade está localizada na área de captação do rio Wschodnia, um afluente do Czarna Staszowska.
Historicamente, Szydłów está localizada na Pequena Polônia, na antiga Terra de Sandomierz.
Devido aos pomares de ameixa predominantes em torno de Szydłów (cerca de 1 000), a cidade é às vezes chamada de capital da ameixa da Polônia. Todo ano, Szydłów realiza o Festival da Ameixa, ou Dias de Szydłów, durante o qual são apresentadas as frutas dos pomares locais.
As seguintes estradas provinciais passam pela cidade: n.º 765 de Osiek a Chmielnik e n.º 756 de Starachowice a Stopnica. A cidade é o ponto de partida da trilha de caminhada amarela que leva a Widełki. Szydłów está localizada na trilha renovada do Caminho de Santiago da Pequena Polônia, de Sandomierz a Tyniec, que reflete a antiga estrada medieval para Santiago de Compostela.
Há uma unidade do Corpo de Bombeiros Voluntários em Szydłów. Há uma unidade de saúde pública, a escola primária Jan Kaczorowski e o Clube de Esportes da Comuna.
A atual comuna de Szydłów pertence ao condado de Staszów e ocupa a fronteira oeste-norte. Somente a partir do leste faz fronteira com outra comuna do condado de Staszów. Geologicamente, o município está localizado na junção de duas zonas, a zona de Kielce e a zona de Miechowsko-Rrzeszowska. A parte norte da comuna é ocupada por sedimentos marinhos do Mioceno sobrepostos a estruturas paleozóicas, enquanto a parte sul está localizada em um sumidouro preenchido com gipsita, argila e areias do Mioceno, o ponto mais alto está a 326 m acima do nível do mar e está localizado a oeste de Brzeziny, na área de Szydłów há também seis cavernas, sendo as mais conhecidas a Grotto Szydłów I e a Grotto Szydłów II. O rio mais longo que flui por Szydłów é o rio Ciekąca, que tem sua nascente ao norte da sede da comuna e deságua no rio Wschodna. A comuna não tem fontes abundantes de água subterrânea, a profundidade de seu lençol freático é de cerca de 1 m nos vales dos cursos d'água até cerca de 30 m em Osowka.

## Demografia
Conforme os dados do Escritório Central de Estatística da Polônia (GUS) de 31 de dezembro de 2024, Szydłów é uma cidade muito pequena com uma população de 958 habitantes (46.º lugar na voivodia de Santa Cruz e 988.º na Polônia), tem uma área de 16,2 km² (15.º lugar na voivodia de Santa Cruz e 398.º lugar na Polônia) e uma densidade populacional de 59 hab./km² (50.º lugar na voivodia de Santa Cruz e 994.º lugar na Polônia). Entre 2019–2024, o número de habitantes diminuiu 13,0%.
Os habitantes de Szydłów constituem cerca de 1,41% da população do condado de Staszów, constituindo 0,08% da população da voivodia de Santa Cruz.
| Descrição                         | Total      | Total    | Mulheres   | Mulheres | Homens     | Homens   |
| --------------------------------- | ---------- | -------- | ---------- | -------- | ---------- | -------- |
| unidade                           | habitantes | %        | habitantes | %        | habitantes | %        |
| população                         | 958        | 100      | 465        | 48,5     | 493        | 51,5     |
| área                              | 16,2 km²   | 16,2 km² | 16,2 km²   | 16,2 km² | 16,2 km²   | 16,2 km² |
| densidade populacional (hab./km²) | 59         | 59       | 28,6       | 28,6     | 30,4       | 30,4     |

## História

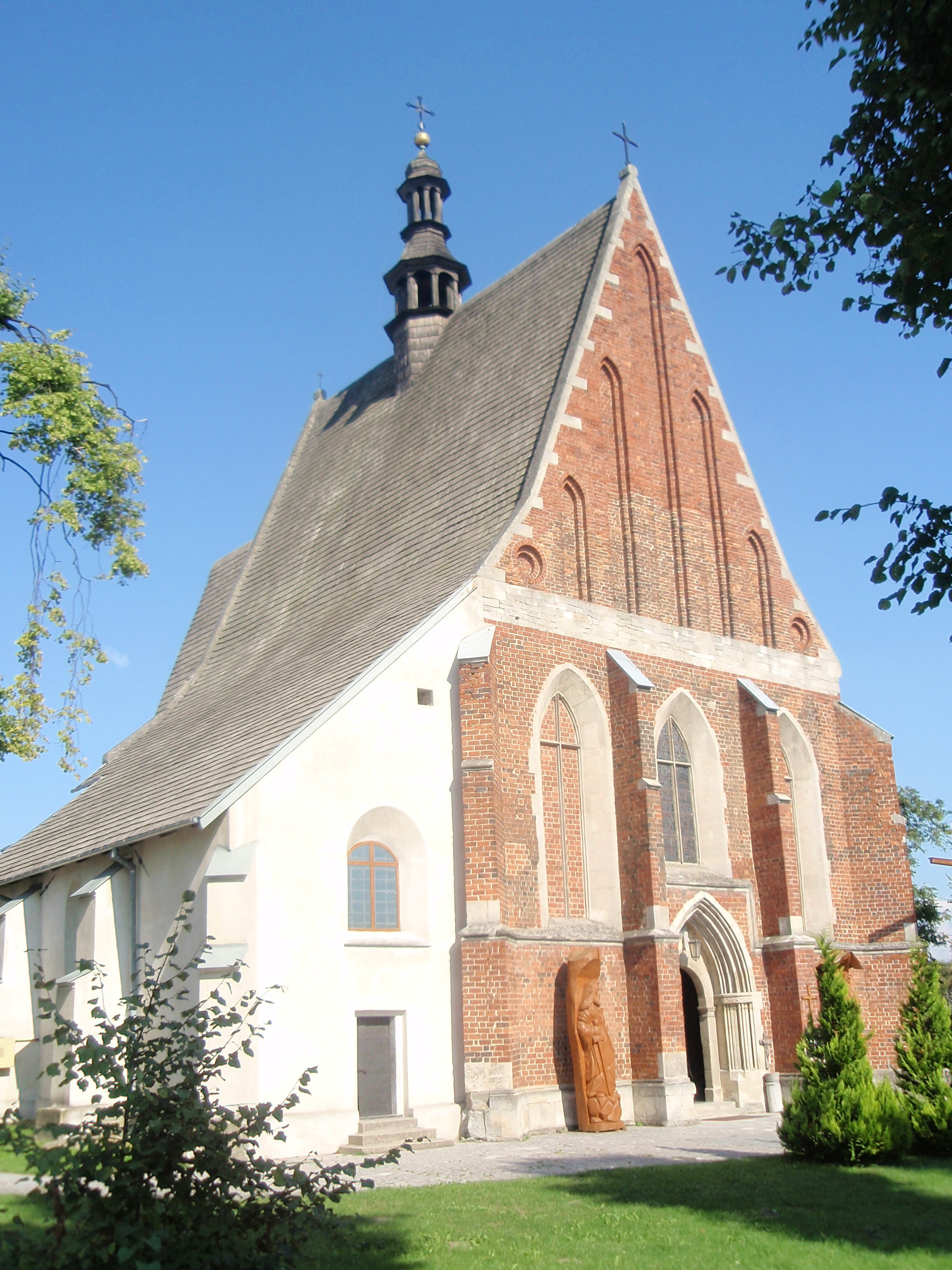
Igreja de São Ladislau

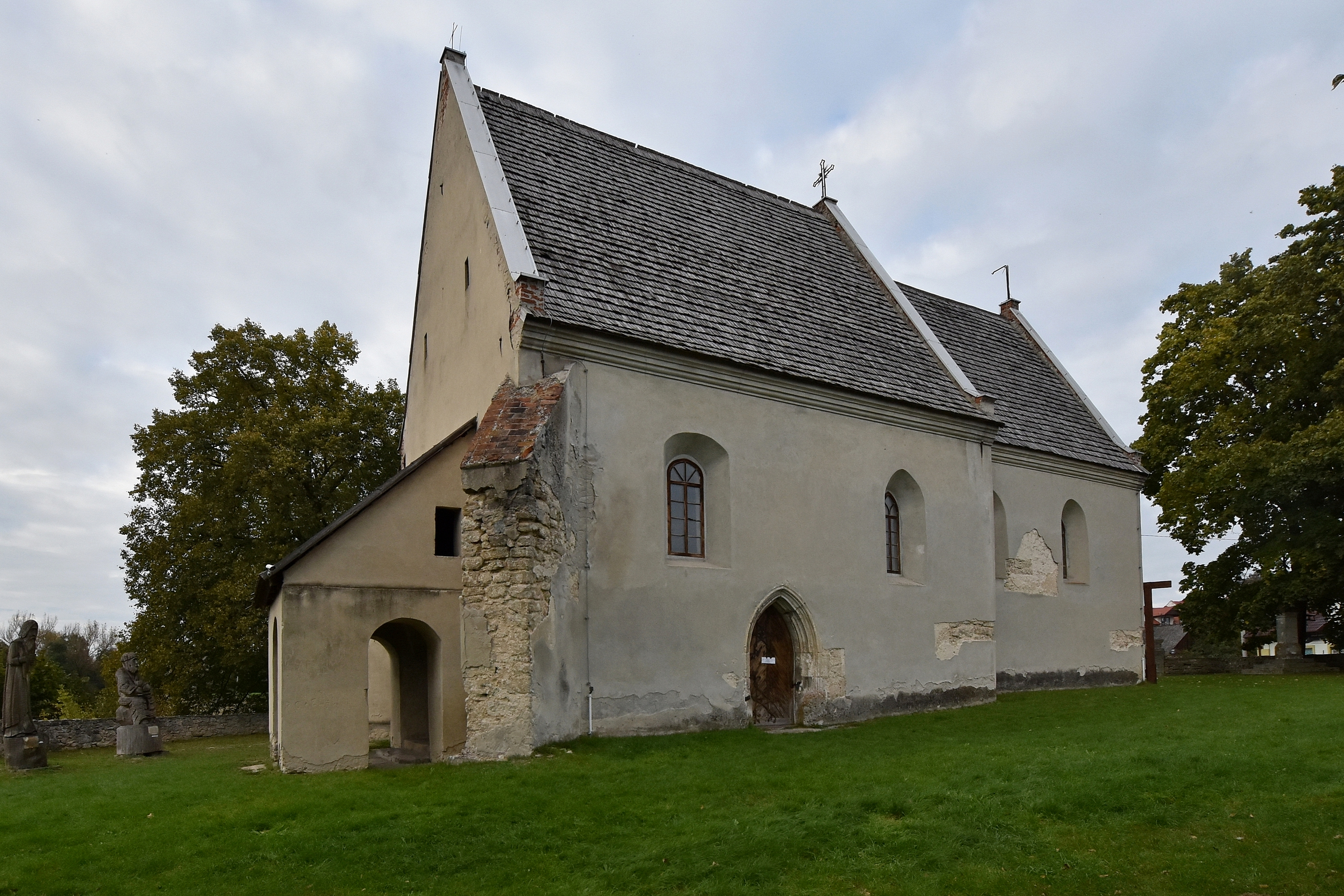
Igreja de Todos os Santos

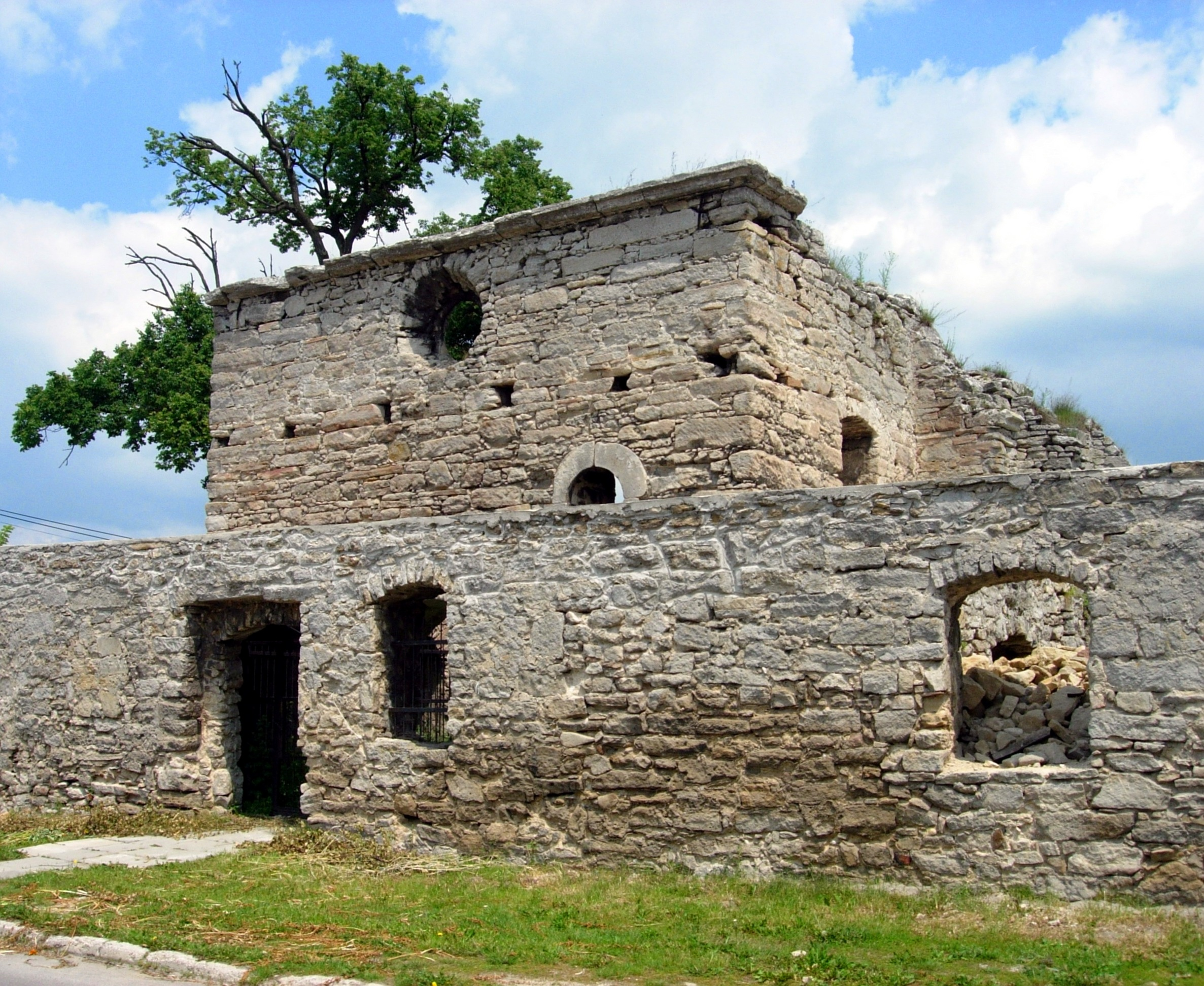
Ruínas da igreja do Espírito Santo

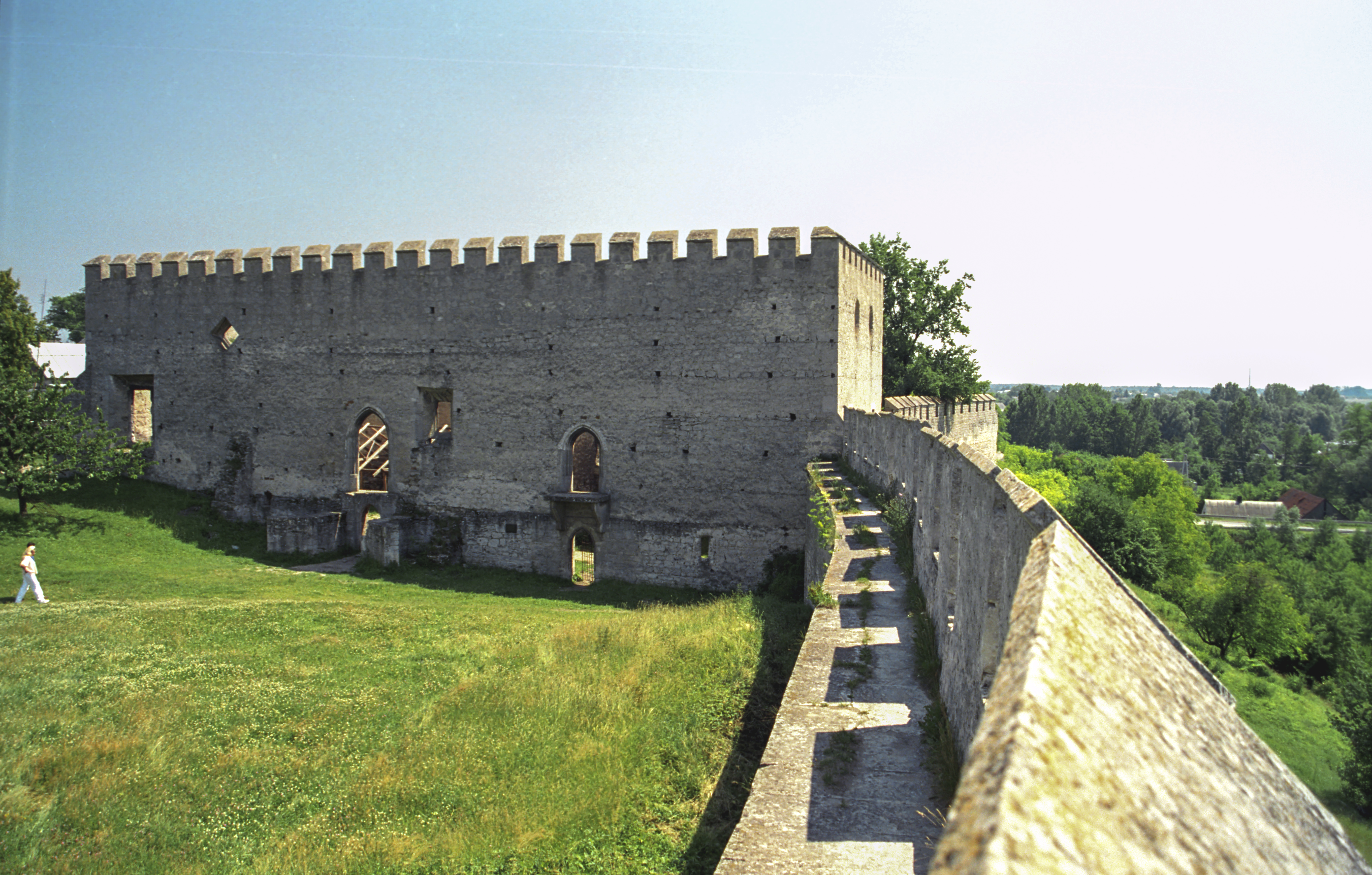
Pátio do castelo

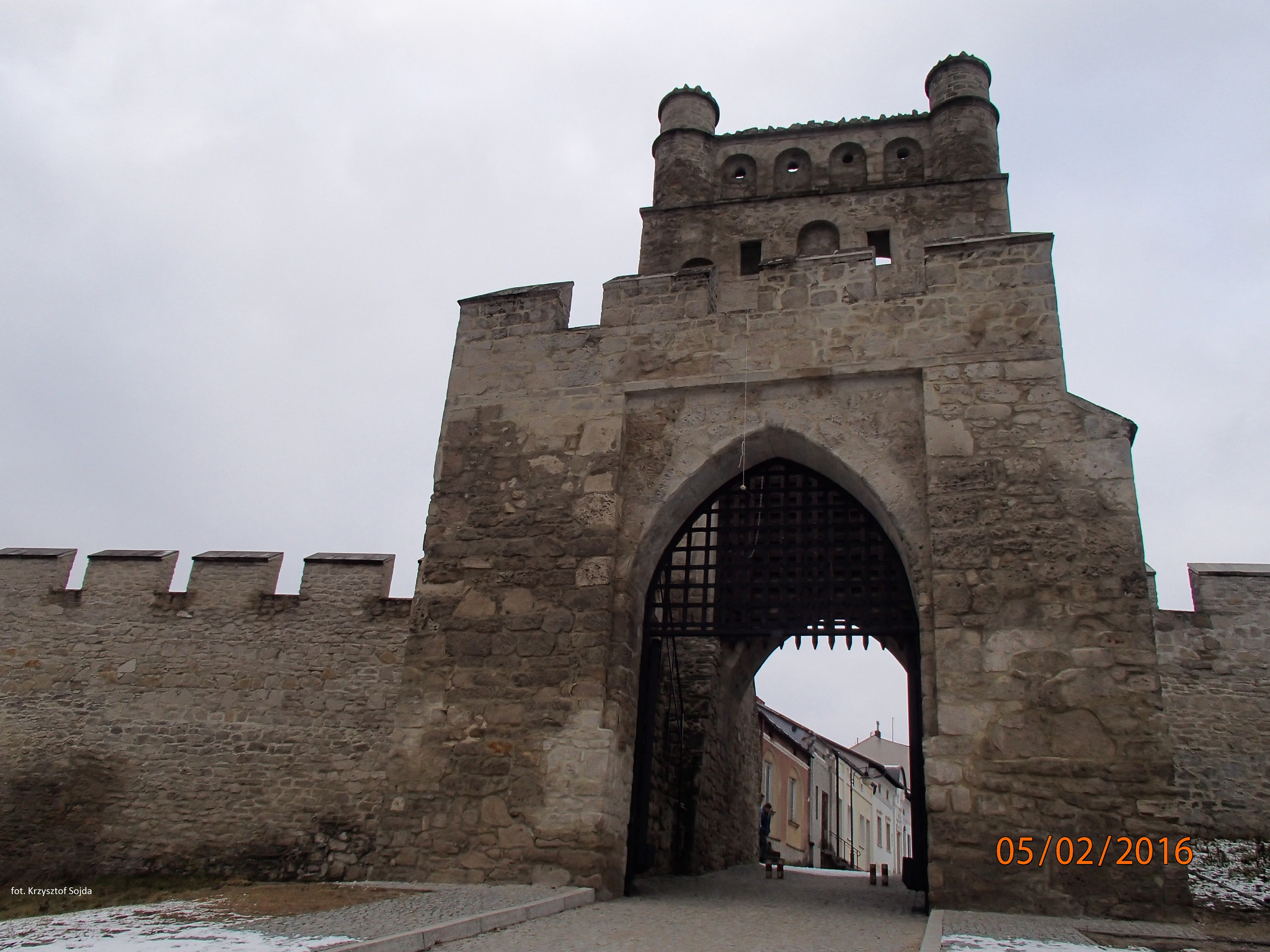
Portão de Cracóvia em Szydłów

A primeira menção a Szydłów data de 1191, e o assentamento é mencionado na escritura de emolumento da igreja colegiada de Sandomierz, para a qual os habitantes de Szydłów pagavam dízimos. A aldeia era uma propriedade real (terra real). O povoado estava localizado em uma ramificação da rota comercial do rio Vístula, que partia de Staszów em direção a Chęciny, Małogoszcz e Przedbórz. Essa rota ganhou importância no século XIV, após a unificação da Polônia depois da divisão em distritos. Em 1 de julho de 1329, o rei Ladislau I da Polônia concedeu os direitos de cidade a Szydłów — direitos de Środa.
Por volta de 1355, o rei Casimiro, o Grande, ergueu na cidade uma igreja de tijolos dedicada a São Ladislau no lugar de uma já existente de madeira, como reparação pela sentença de morte proferida contra o príncipe Baryczka; ele também construiu um castelo fortificado e cercou a cidade com uma muralha com portões e torres. A muralha tinha três portões: Cracóvia, Opatóvia e Wodna. A paróquia de Szydłów foi instituída no século XIII. O castelo cobre uma área de 8.500 metros quadrados e está localizado na parte oeste da cidade velha; a estrutura consiste em um edifício residencial (o chamado “salão do cavaleiro”, construído na segunda metade do século XIV), uma torre defensiva (o chamado “Skarbczyk” — um edifício subterrâneo de dois andares no canto noroeste da muralha; é o ponto mais alto do castelo) e um edifício de portão e uma casa residencial (é um pequeno edifício independente no local do antigo portão que fechava o acesso ao castelo). As referências à paróquia de Szydłowiec pagando o óbolo de São Pedro datam de 1325. No século XV, o pároco de Szydłowiec recolhia dízimos do estarostado de Szydłowiec e das aldeias de Gacki e Koniemłoty, mas já no final do século XVI sua propriedade foi ampliada pelas aldeias de Wolica, Brzeziny e Życiny.
No século XV, um tribunal de terras para a nobreza dos arredores se reunia em Szydłów. Em 1403, Świdrygiełło recebeu Szydłów de seu irmão, o rei Ladislau II Jagelão. Do século XV ao XVIII, Szydłów foi a sede de um estarostado. Era um importante centro de artesãos. As primeiras guildas de artesãos provavelmente foram fundadas aqui no início do século XV. Em Szydłów, entre outros, desenvolveram-se a ferraria, a fabricação de selas, a tanoaria e a funilaria. Havia uma grande comunidade judaica na cidade. No século XVI, uma rota de comércio menor passava por Szydłów — de Szydłów passando por Chmielnik, Jędrzejów, Lelów, Częstochowa até Wieluń, de onde partia a rota principal para Radom. Szydłów também se localizava na rota da condução do gado da Volínia para a Silésia. A localização favorável na rota comercial contribuiu muito para o desenvolvimento da cidade e fez com que o comércio florescesse em Szydłów. A cidade obtinha renda com o trânsito de vinho, lúpulo e rebanhos de gado. Os comerciantes de Szydłów viajavam para Sandomierz com suas mercadorias. Em 1488, surgiu um conflito em Sandomierz sobre a praça do mercado, que foi resolvido em favor dos comerciantes de Szydłów pelo rei Casimiro IV Jagelão. Desde então, eles tiveram que pagar somente pela ocupação da praça do mercado, mas ficaram isentos de pagar pela praça fora da cidade.
No século XVI, a cidade era famosa por sua produção de tecidos. Havia corporações de ofício de alfaiates, padeiros, sapateiros, ferreiros e ceramistas, bem como uma guilda coletiva que agrupava ferreiros, serralheiros, fabricantes de selas, tanoeiros, funileiros, espadachins, fabricantes de chapéus. A existência dessa guilda foi confirmada em 1523 pelo rei Sigismundo I, o Velho. Em 1528, um sistema de abastecimento de água e banhos municipais foram construídos em Szydłów, atestando sua riqueza. A construção do sistema de abastecimento de água também exigiu a construção de um “rarmus” — um edifício que deveria captar água do rio Tìtec — equipado com uma roda de balde e um tanque adicional. A construção do sistema de abastecimento de água levou à cobrança de taxas pelo seu uso, bem como ao enriquecimento da cidade. Em 1564, havia 180 casas na cidade. 49 delas estavam localizadas na praça do mercado, 75 nas ruas e as 56 restantes nos subúrbios. Havia 110 oficinas de artesanato e 7 lojas de comércio na cidade. Uma cervejaria funcionava em Szydłów. O patrimônio da cidade era de 42 campos. A renda da produção e venda de bebidas alcoólicas era usada para a manutenção das muralhas e das calçadas da cidade. Em 1565, grande parte de Szydłów foi destruída por um incêndio. Durante esse período, muitos judeus se instalaram em Szydłów. Entre 1534 e 1564, eles construíram uma sinagoga de tijolos. Em 1588, os comerciantes judeus receberam direitos iguais aos dos comerciantes cristãos. No século XVI, a Irmandade polonesa se instalou na cidade.
Na primeira metade do século XVII, começou o declínio gradual da cidade. Em 1615, foi realizada uma pesquisa sobre o estarostado de Szydłów, que mostrou que havia 241 edifícios na cidade, dos quais 52 eram casas na praça do mercado, 76 casas nas ruas, 39 em Błonia e Pasture, 69 no subúrbio de St Leonard, 2 em “Bugaj” e 3 casas pertencentes à igreja. Em 1630, Szydłów foi incendiada por um destacamento de tropas mercenárias rebeldes. As tropas, não remuneradas, incapazes de entrar nas muralhas, incendiaram os subúrbios, dos quais parte da cidade também foi consumida. Enormes danos foram causados pelo Dilúvio sueco e pela invasão Jorge Rákóczi II. Em 1655, a cidade e o castelo foram destruídos. Dos 1 300 habitantes de Szydłów, somente cerca de 350 sobreviveram, e o número de casas caiu para 54 em 1663. Após esse desastre, a cidade não conseguiu se recuperar. Durante a Terceira Guerra do Norte, uma peste eclodiu em Szydłów, dizimando a população local.
Na segunda metade do século XVIII, as terras dos burgueses de Szydłów foram confiscadas pelo estarosta Maciej Sołtyk. Ele também tentou abolir o governo municipal. Em 1777, houve um confronto armado envolvendo 300 burgueses de Szydłów e Pierzchnica e os camponeses das redondezas. Os homens armados conseguiram retomar a propriedade e a renda confiscadas. O estarosta foi apoiado na disputa por Estanislau II Augusto, mas o rei se limitou a admoestar e advertir os burgueses.
Em 1789, a cidade tinha uma prefeitura murada, 5 moinhos no rio Ciekacka e 196 casas. No entanto, muitas delas estavam abandonadas e o castelo local em ruínas. Em 1827, Szydłów tinha 202 casas e 1 556 habitantes.
Em 1793, um tribunal de terras foi instalado na cidade, apesar de sua perda de importância. Após a Terceira Partição da Polônia, Szydłów se viu na anexação austríaca — fazia parte da Nova Galícia, a partir de 1803 chamada somente de Galícia. Em 1809, a cidade se viu nas fronteiras do Ducado de Varsóvia, dividido em quatro departamentos e seus distritos constituintes, resultando na criação do condado de Szydłów, que pertencia ao departamento de Cracóvia. Após a criação do Reino da Polônia no Congresso de Viena em 1815, Szydłów se viu nos limites da voivodia da Cracóvia e, ao mesmo tempo, nos limites do distrito de Stopnica e do condado de Szydłów. No mesmo ano, foi criado um tribunal de paz. Em Szydłów, uma parte significativa dos habitantes — cerca de 35% — eram judeus; o maior crescimento de sua população ocorreu nos anos de 1820 a 1827, quando sua população aumentou de 28% para 48%. Em 1813, foi criada a primeira escola primária em Szydłów; ela era mista e as aulas eram ministradas em polonês, mas nos anos posteriores o russo desempenhou um papel mais importante. Em 1850, o condado de Szydłów foi abolido e incorporado ao condado de Stopnica. Em 1869, Szydłów perdeu seus direitos municipais. Em 1909, o arquiteto cracoviano Adolf Szyszko-Bohusz chegou a Szydłów e realizou trabalhos de inventário e documentação na sinagoga. O primeiro trabalho de restauração foi realizado na década de 1920, sob a supervisão do escritório de conservação, da equipe e dos alunos do Departamento de Arquitetura Polonesa da Universidade de Tecnologia de Varsóvia, sob a direção de Oskar Sosnowski. Um papel importante na conservação de monumentos em Szydłów foi desempenhado por Jan Kaczorowski, que era o diretor da escola comum — ele organizou a arrecadação de fundos e foi por sua iniciativa que o reforço do muro de defesa começou.
Em 1929, o assentamento tinha uma população de 2 246 habitantes, dos quais aproximadamente 30% eram judeus. Durante a Segunda Guerra Mundial, os alemães criaram um gueto no local, onde cerca de 1 000 pessoas ficaram presas, que mais tarde foram exterminadas em campos de extermínio. Em 22 de julho de 1944, Szydłów foi ocupada por um destacamento do Exército do Povo sob o comando de Stanislaw Dorosiewicz. A delegacia de polícia foi desarmada e os armamentos alemães confiscados.
Szydłów foi amplamente destruída como resultado da guerra de 1944–1945 e reconstruída nos anos do pós-guerra. Em 1960, Szydłów tinha uma população de 1 402 habitantes. Em 1961, foi inaugurado o Museu Regional. De 1975 a 1998, a cidade pertenceu administrativamente à voivodia de Kielce.

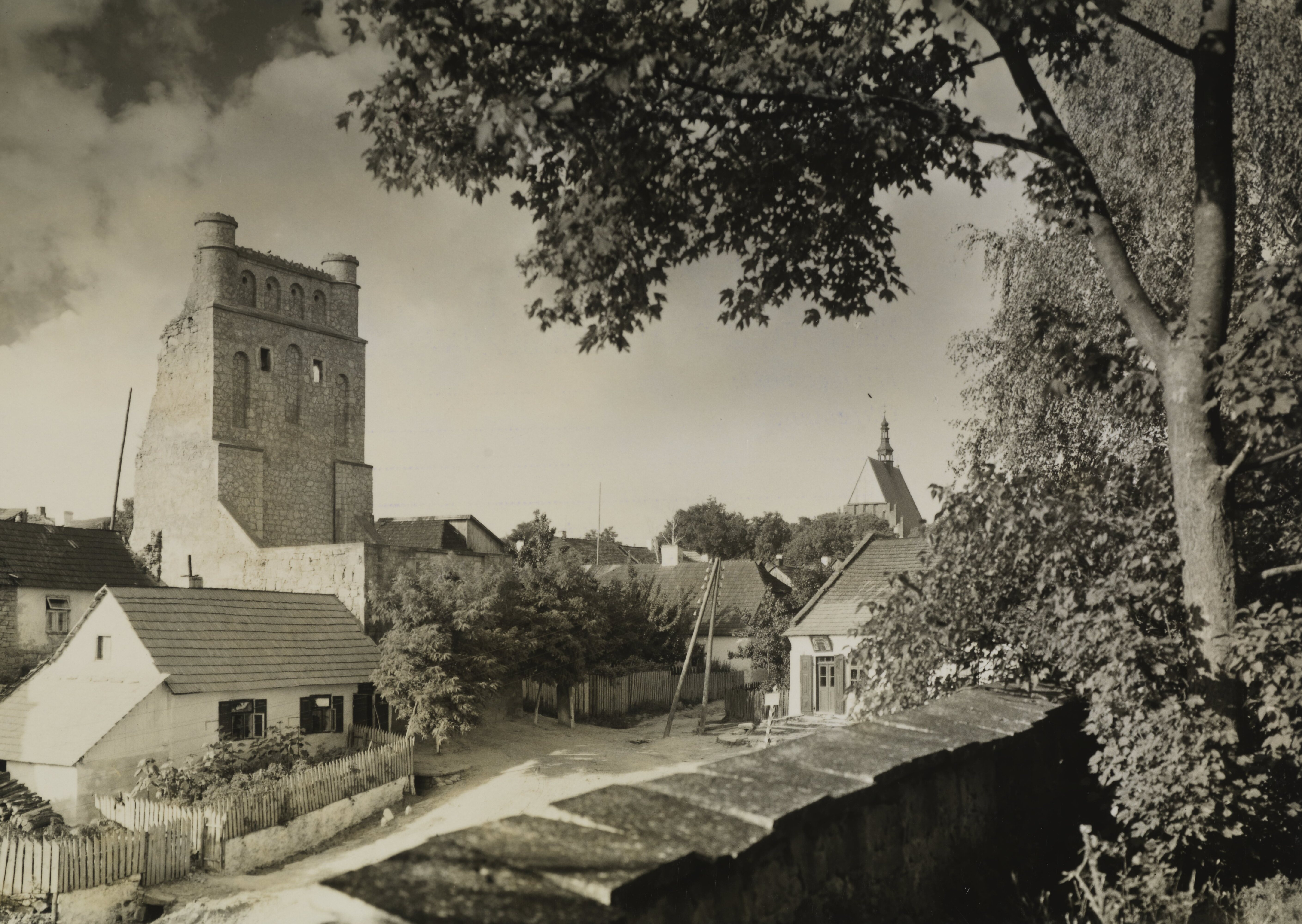
Vista geral, por volta de 1936
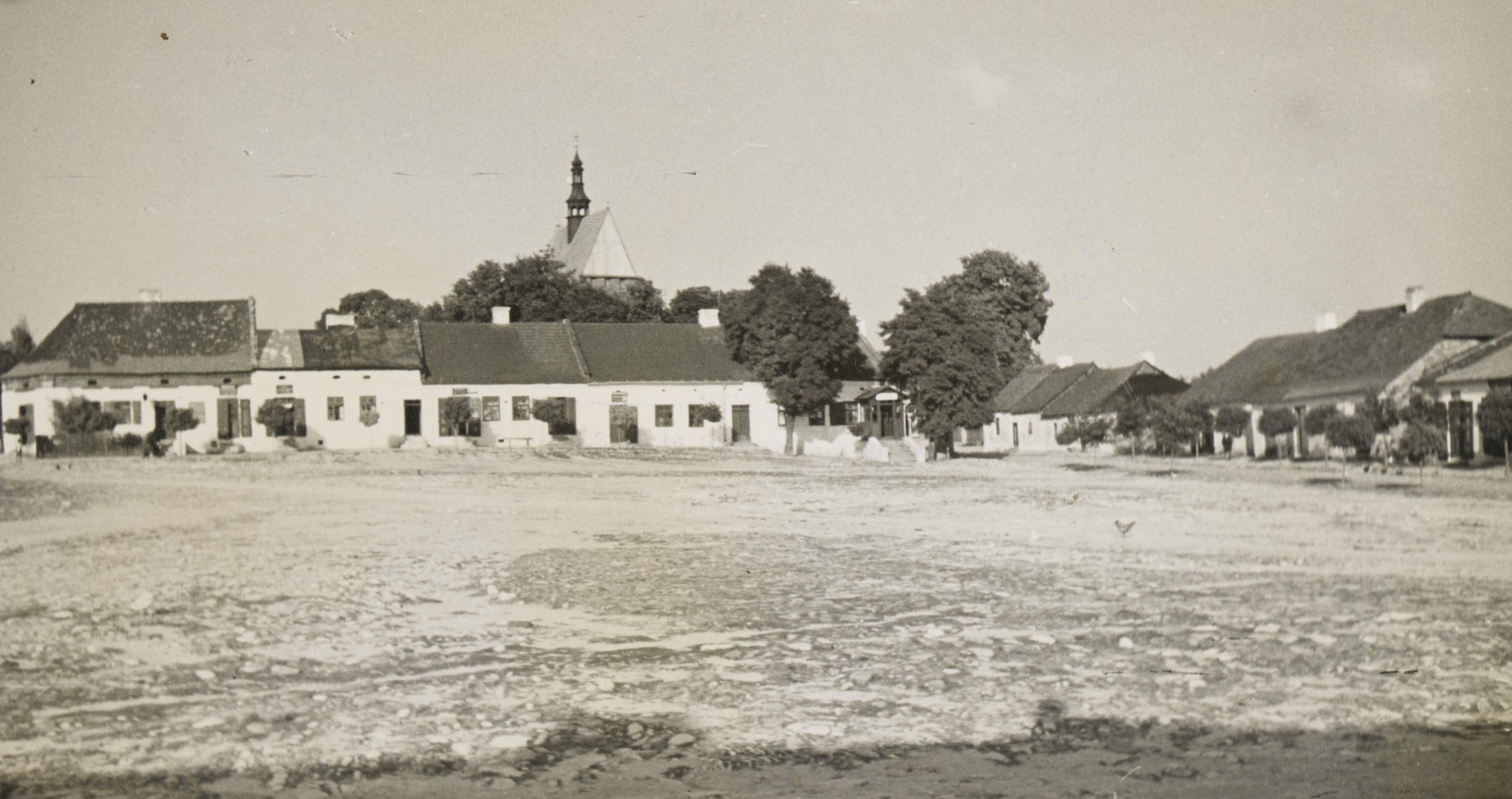
Praça principal, antes de 1939
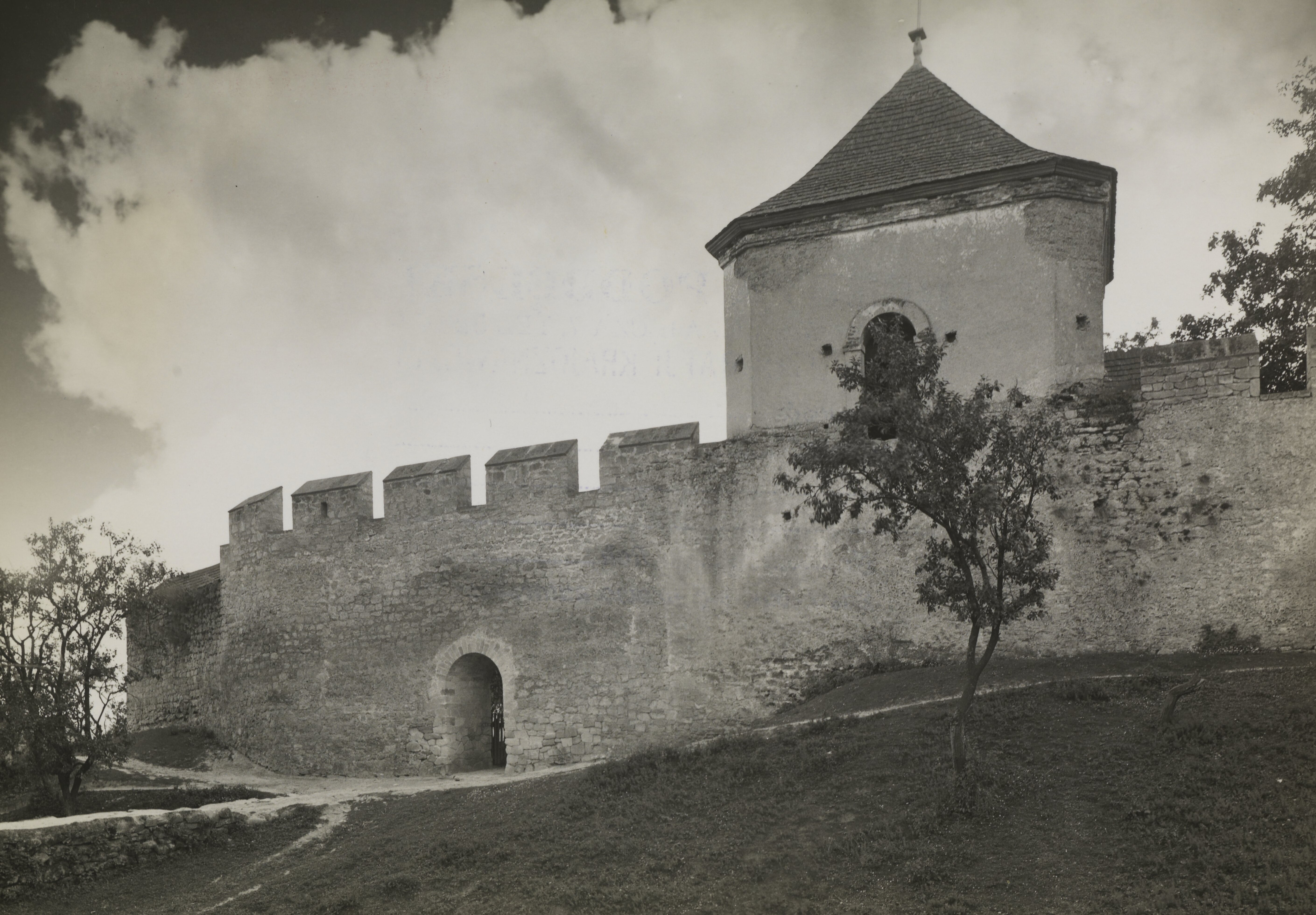
Muralhas da cidade, por volta de 1936
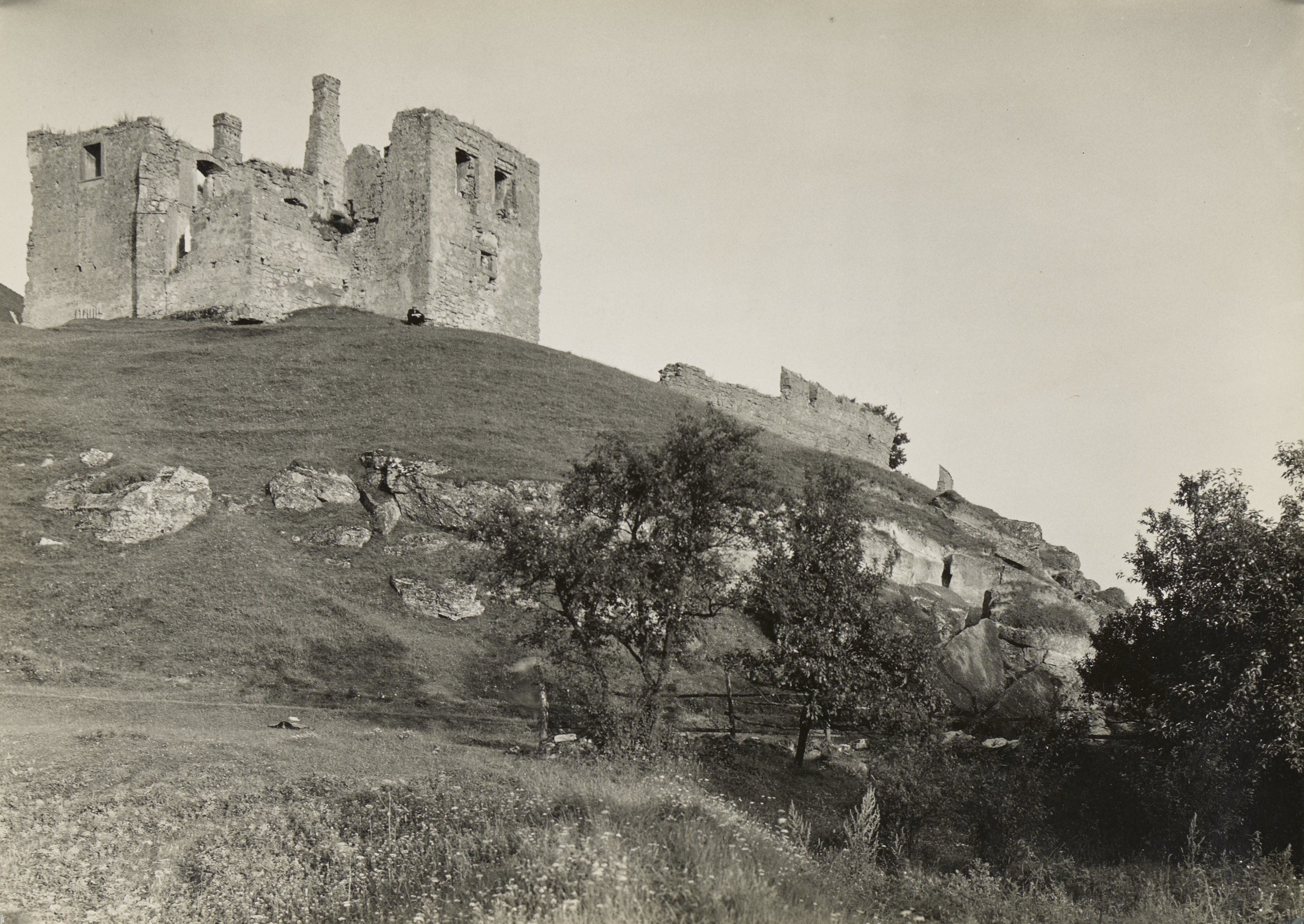
Ruínas do castelo, antes de 1939
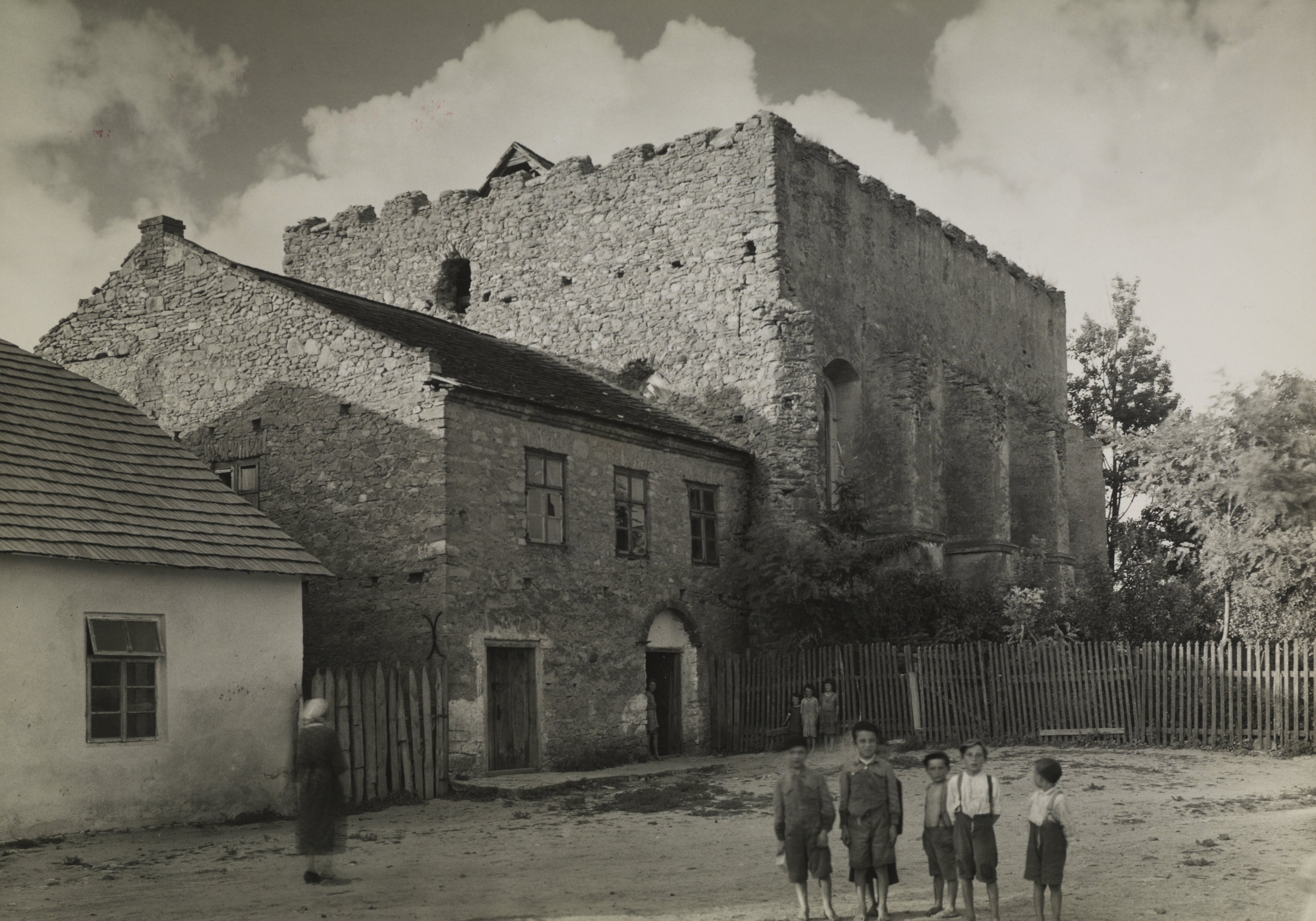
Sinagoga, por volta de 1936

## Divisão administrativa
| Nome                    | Tipo            |
| ----------------------- | --------------- |
| Doły Osowskie           | parte da cidade |
| Przedmieście Krakowskie | parte da cidade |
| Przedmieście Opatowskie | parte da cidade |

## Calendário de eventos em Szydłów

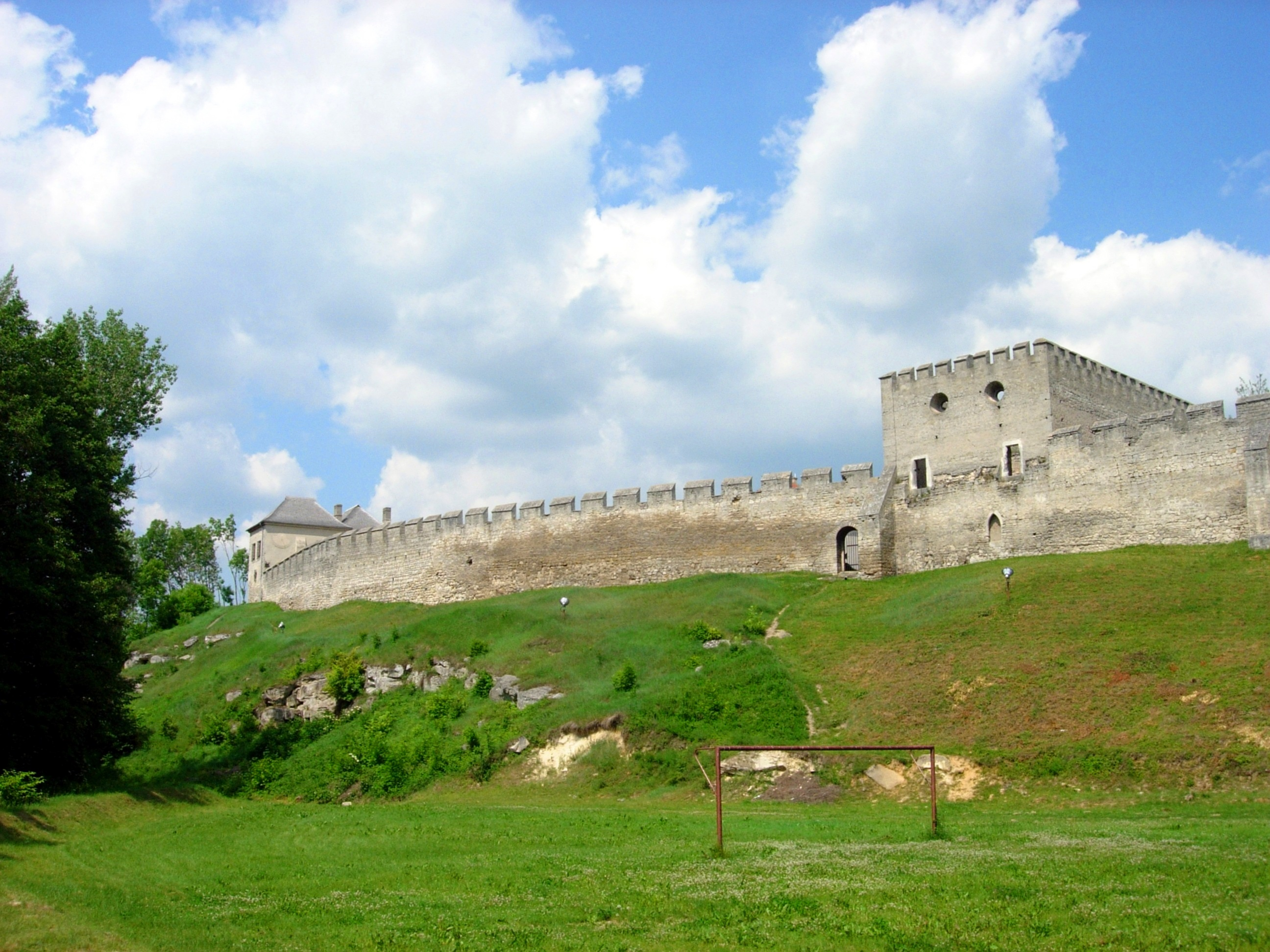
Castelo em Szydłów

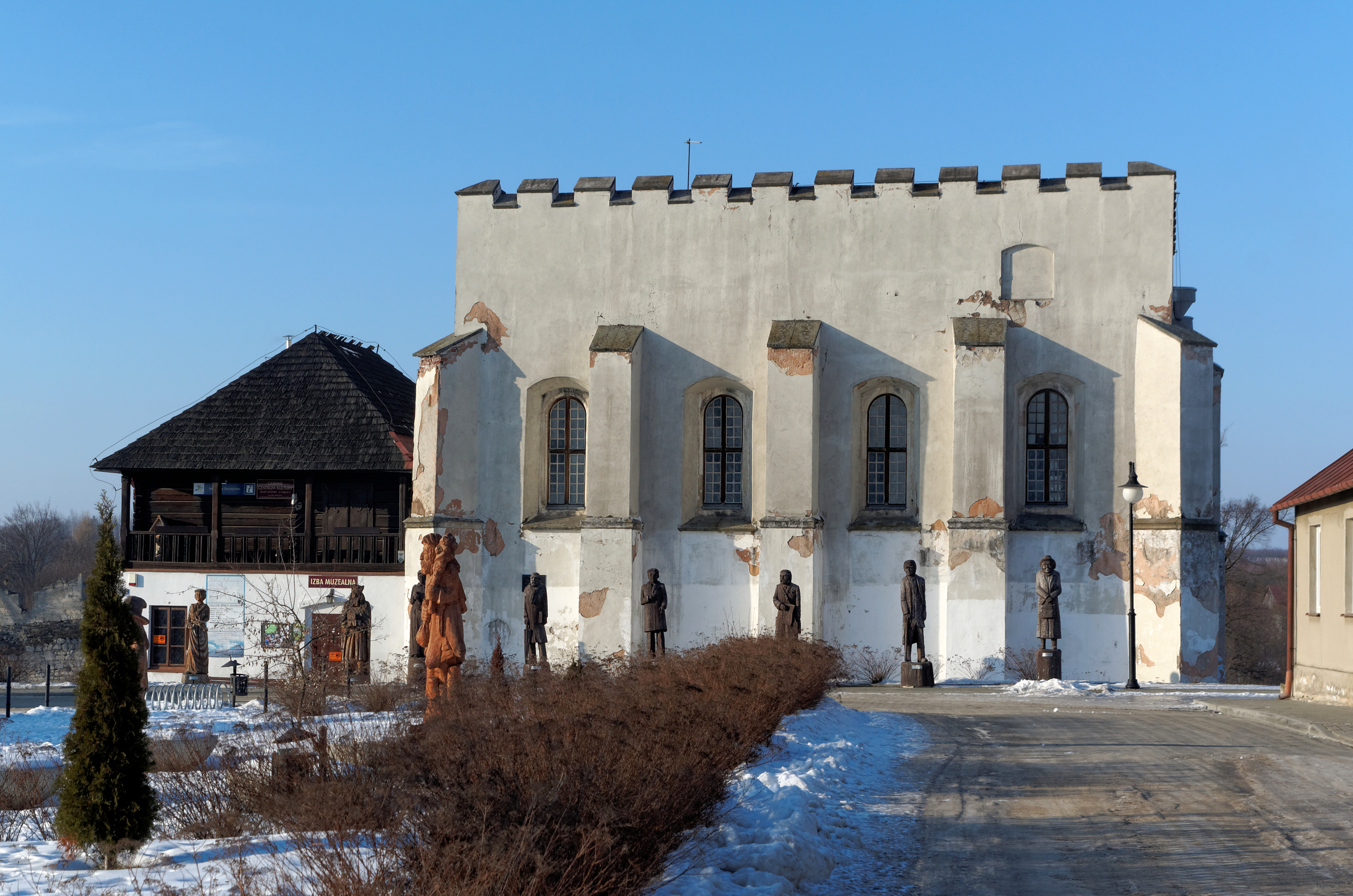
Sinagoga em Szydłów

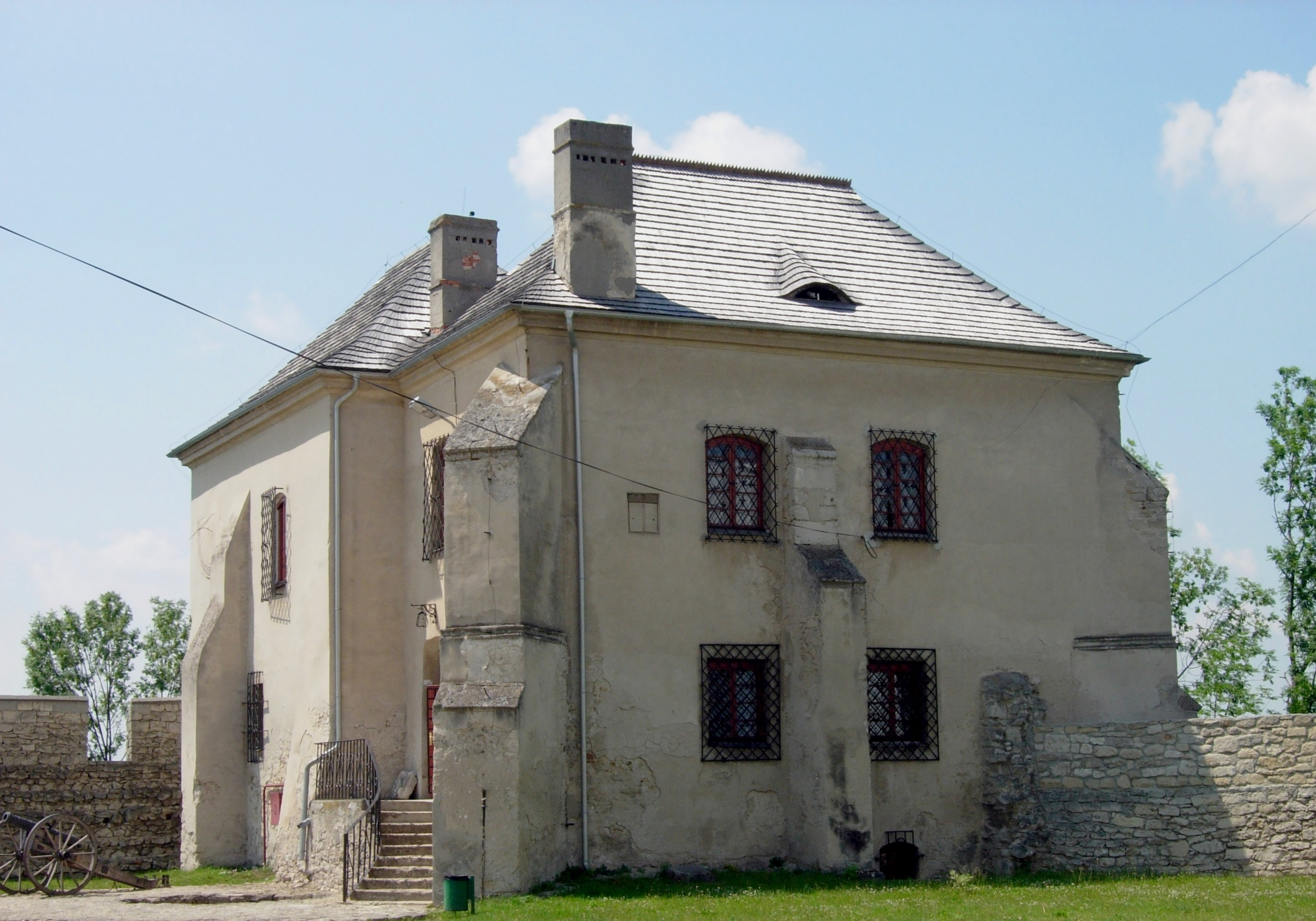
Museu Regional

- Em 28 de novembro de 1408, Ladislau II Jagelão da Polônia concedeu a lei de Magdeburgo às aldeias de Małkowice e Czerlana.
- Em 12 de junho de 1533, Sigismundo I da Polônia informou que havia revisado e creditado os registros de seus antecessores em favor dos ancestrais de Otto em Chodcz, nas aldeias de Korlyązycze e Jarczin, Podgrodzie, Podgrodzie, Matheyow e Ruda.[20]

## Monumentos históricos
- Complexo da cidade medieval — as muralhas defensivas de 700 m de comprimento com ameias e brechas do século XIV foram preservadas. Dos três portões que levam à cidade, somente o Portão Cracóvia do século XIV sobreviveu, com seus andares superiores reconstruídos no século XVI em estilo renascentista.
- Igreja paroquial de São Ladislau, do século XIV[21]
- Igreja gótica de Todos os Santos, da virada do século XIV[22]
- Castelo real do século XIV, reconstruído no século XVI — o edifício principal do castelo, localizado na parte sudoeste, está em ruínas. Ao norte dele está o chamado Tesouro, construído no século XVI no local de uma torre defensiva. Atualmente, ele abriga uma biblioteca e um museu regional (coleções arqueológicas, históricas e etnográficas). Um portão de entrada do início do século XVII leva ao complexo. As muralhas com ameias foram reconstruídas no século XX.
- Ruínas da igreja e do hospital do Espírito Santo do início do século XVI no antigo subúrbio de Opatów.
- Sinagoga renascentista tardia do século XVI — em seu interior, há um Aron Kodesh preservado. A sinagoga agora abriga um museu com exposições relacionadas à cultura judaica. Isso inclui objetos religiosos e livros.

## Consulta local sobre a classificação da cidade (2017)
As consultas sobre a concessão da classificação de cidade ocorreram entre 15 de maio e 31 de julho de 2017, 79,36% dos habitantes do município de Szydłów votaram a favor da restauração do classificação de cidade de Szydłów com uma participação de 54,88% (incluindo 81,97% dos residentes de Szydłów com uma participação de 61,41%). Em 23 de novembro de 2017, foi decidido solicitar a classificação de município para a cidade de Szydłów. Com base nas consultas positivas realizadas em 2017, foi decidido solicitar a classificação de cidade de Szydłów em 2018. Em 1 de janeiro de 2019, a classificação de cidade foi restaurado.

## Esportes
Na cidade, desde 5 de fevereiro de 2003, existe um clube de futebol, o GKS Szydłów, jogando na Klasa B.